# Pandemia de COVID-19 no Irã
Este artigo documenta os impactos da Pandemia de COVID-19 no Irão (português europeu) ou Irã (português brasileiro) e pode não incluir todas as principais respostas e medidas contemporâneas. Os primeiros casos no país foram registados a 19 de fevereiro de 2020.

## Cronologia
Durante a Pandemia de COVID-19, o Irã relatou seus primeiros casos confirmados de infecções por SARS-CoV-2 em 19 de fevereiro de 2020 em Qom.
Em 29 de fevereiro de 2020, segundo as autoridades sanitárias iranianas, havia 43 mortes por COVID-19 no Irã, com um total de cerca de 590 infecções. Na mesma data, o Irã possuía o maior número de mortes por COVID-19 fora da China e o maior número de casos de SARS-CoV-2 em qualquer país além da China, Coreia do Sul e Itália.
No final de fevereiro de 2020, fontes de fora do governo iraniano declararam estimativas do número de infecções por SARS-CoV-2 e mortes por COVID-19 que eram muito mais altas do que os valores oficiais. Em 25 de fevereiro, os pesquisadores da Universidade de Toronto estimaram estatisticamente entre 4.000 e 53.000 pessoas infectadas com SARS-CoV-2 no Irã, com 18.000 como o valor mais provável. Ahmad Amirabadi afirmou em 24 de fevereiro que o número de mortes por COVID-19 era de 50 em Qom. A BBC Persa estimou em 28 de fevereiro, de fontes hospitalares iranianas, um total de 210 mortes por COVID-19 no Irã. As autoridades iranianas negaram as estimativas de Amirabadi e da BBC Persa.
Em 27 de fevereiro de 2020, três altas autoridades iranianas foram diagnosticadas positivas para SARS-CoV-2: o vice-ministro da Saúde, Iraj Harirchi , vice-presidente de assuntos femininos e familiares, Masoumeh Ebtekar, e presidente do Comitê de Segurança Nacional e Relações Exteriores do Parlamento, Mojtaba Zolnour. O primeiro embaixador do Irã no Vaticano, Hadi Khosroshahi , morreu de COVID-19 em Qom em 27 de fevereiro.
Em 9 de março de 2020, vinte e sete pessoas morreram intoxicadas no Irã após beber álcool adulterado, acreditando numa fake news de que as bebidas alcoólicas ajudam a curar o novo coronavírus.